# Lo prohibido
Lo prohibido é uma telenovela mexicana, produzida pela Televisa e exibida em 1967 pelo Telesistema Mexicano.

## Elenco
- Carlos Bracho
- Sergio Bustamante
- Alejandro Ciangherotti
- Manolo Garía